# Macronaria
Die Macronaria (gr.: „große Nasen“) sind eine formenreiche Gruppe sauropoder Dinosaurier. Sie umfassen ursprüngliche Formen wie Camarasaurus, Brachiosaurus und Euhelopus sowie die fortgeschrittenen Titanosauria. Damit bilden sie neben den Diplodocoidea die zweite Hauptlinie der Neosauropoda.

## Zeitraum und Verbreitung
Die frühesten unzweifelhaften Vertreter der Macronaria stammen aus dem Oberjura und schließen Brachiosaurus und verwandte Formen, Camarasaurus und den möglichen frühen Titanosauria Janenschia mit ein. Da bereits im Oberjura eine derart diverse Macronaria-Fauna auftrat, wird vermutet, dass der Ursprung der Gruppe im Mitteljura liegt. Diese Hypothese wird durch Funde von Fußspuren aus dem Mitteljura unterstützt, die vermutlich zu Vertretern der Macronaria gehörten. 
Die letzten Macronaria gehören zur Gruppe der Titanosauria und schließen beispielsweise  Opisthocoelicaudia und Alamosaurus mit ein. Diese Gattungen starben erst beim Massenaussterben an der Kreide-Tertiär-Grenze vor etwa 66 Millionen Jahren aus, zusammen mit allen anderen Nicht-Vogel-Dinosauriern. Damit waren die Macronaria die letzte überlebende Gruppe von Sauropoden.
Fossilien der Macronaria wurden auf allen Kontinenten gefunden, mit Ausnahme Antarktikas.

## Merkmale
Die Gliedmaßen ursprünglicher Macronaria wie Brachiosaurus und Euhelopus waren länger als bei anderen Sauropoden. Zudem waren die Vorderbeine relativ zu den Hinterbeinen deutlich verlängert, was unter anderem einem verlängerten Mittelhand geschuldet ist. Bei Brachiosaurus waren die Vorderbeine sogar länger als die Hinterbeine. Dank dieser Anpassungen befand sich die Schulter in einer größeren Höhe, was die maximale Weidehöhe erhöhte. Diese ursprünglichen Macronaria könnten daher auf höher gelegene Nahrungsquellen spezialisiert gewesen sein – im Gegensatz zu den Diplodocoidea, die kurze Vorderbeine und damit eine tiefer sitzende Schulter zeigten, was wahrscheinlich bedeutet, dass diese Sauropoden hauptsächlich niedrig wachsende Vegetation aufnahmen.

## Systematik

### Äußere Systematik
Die Macronaria ist eine Klade innerhalb der Sauropoda. Das Schwestertaxon ist die Diplodocoidea. Das Kladogramm zeigt die Verwandtschaftsverhältnisse (vereinfacht nach Weishampel, Dodson und Osmólska, 2004):
|  | Cetiosaurus  |
|  |              |
|  | Barapasaurus |
|  |              |

| Diplodocoidea           | \| \| Rebbachisauridae \| \| \| \| \| \| Dicraeosauridae \| \| \| \| \| \| Diplodocidae \| \| Vorlage:Klade/Wartung/3 \| \| |
|                         | \| \| Rebbachisauridae \| \| \| \| \| \| Dicraeosauridae \| \| \| \| \| \| Diplodocidae \| \| Vorlage:Klade/Wartung/3 \| \| |
|                         | Macronaria |
|                         | |
|                         | Rebbachisauridae |
|                         | |
|                         | Dicraeosauridae |
|                         | |
|                         | Diplodocidae |
| Vorlage:Klade/Wartung/3 | |

|                         | Rebbachisauridae |
|                         |                  |
|                         | Dicraeosauridae  |
|                         |                  |
|                         | Diplodocidae     |
| Vorlage:Klade/Wartung/3 |                  |

|  | Cetiosaurus  |
|  |              |
|  | Barapasaurus |
|  |              |

| Diplodocoidea           | \| \| Rebbachisauridae \| \| \| \| \| \| Dicraeosauridae \| \| \| \| \| \| Diplodocidae \| \| Vorlage:Klade/Wartung/3 \| \| |
|                         | \| \| Rebbachisauridae \| \| \| \| \| \| Dicraeosauridae \| \| \| \| \| \| Diplodocidae \| \| Vorlage:Klade/Wartung/3 \| \| |
|                         | Macronaria |
|                         | |
|                         | Rebbachisauridae |
|                         | |
|                         | Dicraeosauridae |
|                         | |
|                         | Diplodocidae |
| Vorlage:Klade/Wartung/3 | |

|                         | Rebbachisauridae |
|                         |                  |
|                         | Dicraeosauridae  |
|                         |                  |
|                         | Diplodocidae     |
| Vorlage:Klade/Wartung/3 |                  |

|  | Cetiosaurus  |
|  |              |
|  | Barapasaurus |
|  |              |

| Diplodocoidea           | \| \| Rebbachisauridae \| \| \| \| \| \| Dicraeosauridae \| \| \| \| \| \| Diplodocidae \| \| Vorlage:Klade/Wartung/3 \| \| |
|                         | \| \| Rebbachisauridae \| \| \| \| \| \| Dicraeosauridae \| \| \| \| \| \| Diplodocidae \| \| Vorlage:Klade/Wartung/3 \| \| |
|                         | Macronaria |
|                         | |
|                         | Rebbachisauridae |
|                         | |
|                         | Dicraeosauridae |
|                         | |
|                         | Diplodocidae |
| Vorlage:Klade/Wartung/3 | |

|                         | Rebbachisauridae |
|                         |                  |
|                         | Dicraeosauridae  |
|                         |                  |
|                         | Diplodocidae     |
| Vorlage:Klade/Wartung/3 |                  |

|  | Cetiosaurus  |
|  |              |
|  | Barapasaurus |
|  |              |

| Diplodocoidea           | \| \| Rebbachisauridae \| \| \| \| \| \| Dicraeosauridae \| \| \| \| \| \| Diplodocidae \| \| Vorlage:Klade/Wartung/3 \| \| |
|                         | \| \| Rebbachisauridae \| \| \| \| \| \| Dicraeosauridae \| \| \| \| \| \| Diplodocidae \| \| Vorlage:Klade/Wartung/3 \| \| |
|                         | Macronaria |
|                         | |
|                         | Rebbachisauridae |
|                         | |
|                         | Dicraeosauridae |
|                         | |
|                         | Diplodocidae |
| Vorlage:Klade/Wartung/3 | |

|                         | Rebbachisauridae |
|                         |                  |
|                         | Dicraeosauridae  |
|                         |                  |
|                         | Diplodocidae     |
| Vorlage:Klade/Wartung/3 |                  |

### Innere Systematik
Die Macronaria besteht aus zwei Hauptgruppen: die Familie Camarasauridae und die Klade Titanosauriformes. Die Titanosauriformes teilt sich wiederum in die Brachiosauridae und die Titanosauria. Von unklarer Stellung innerhalb der Macronaria ist die Gattung Brontomerus.

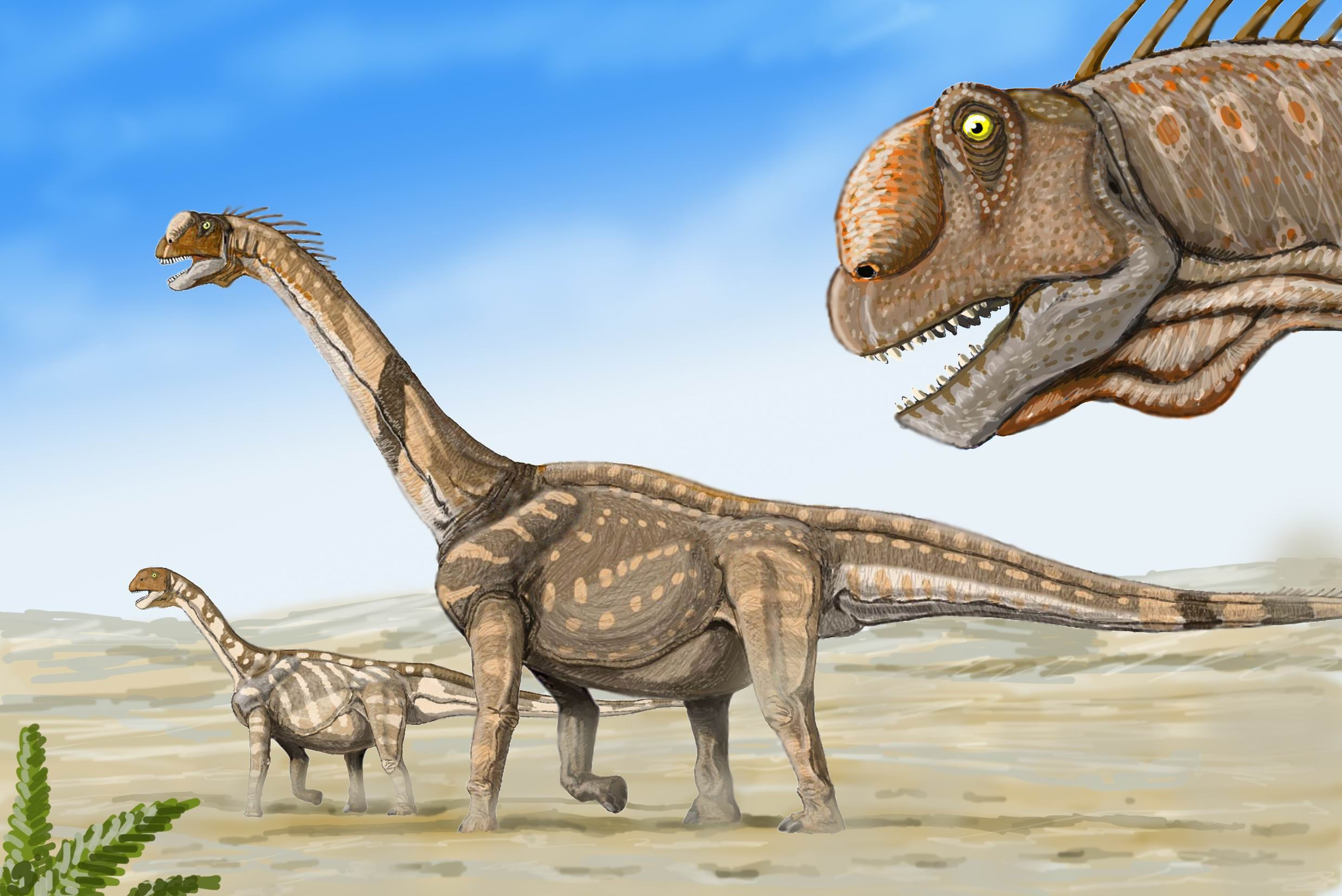
Camarasaurus

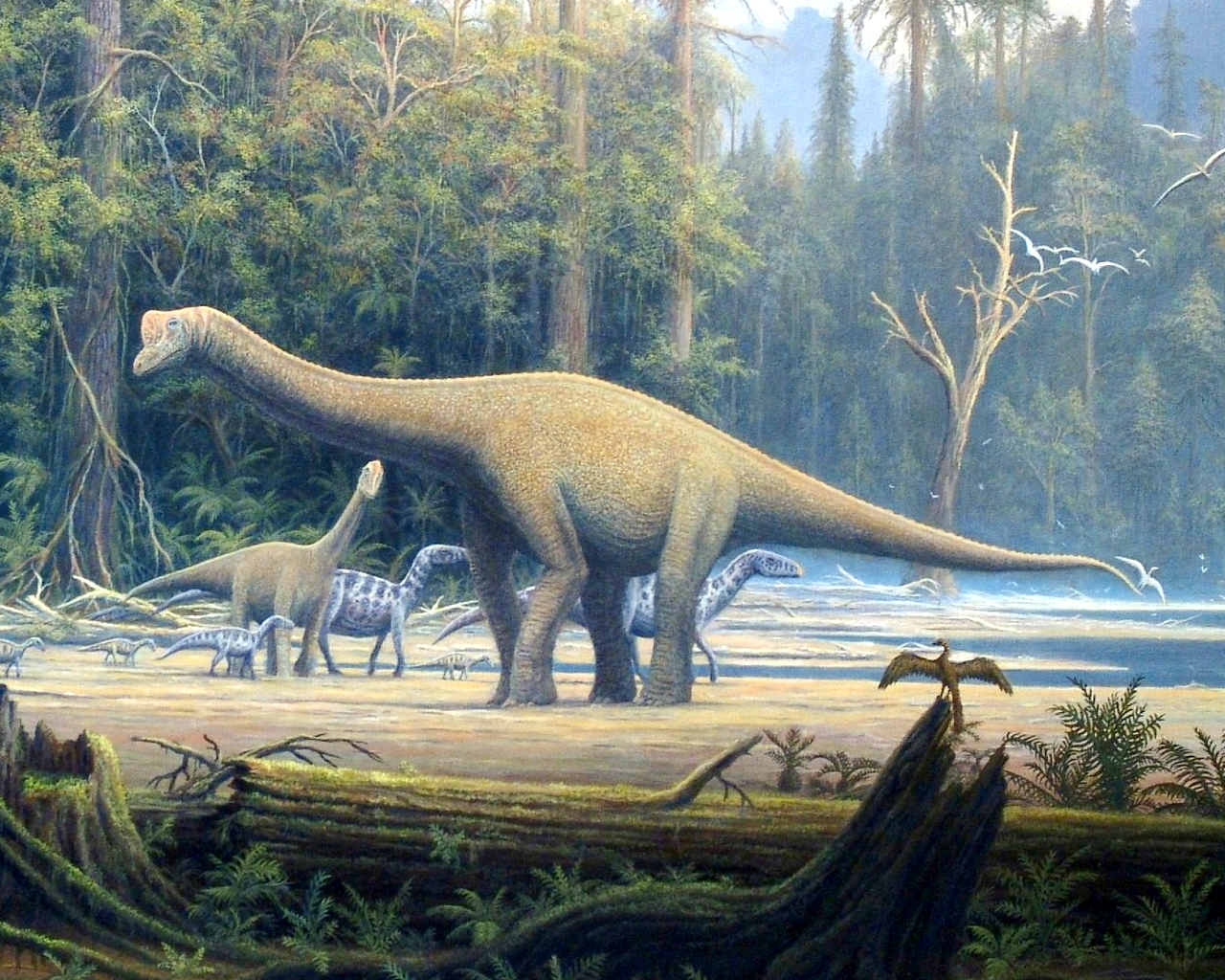
Europasaurus

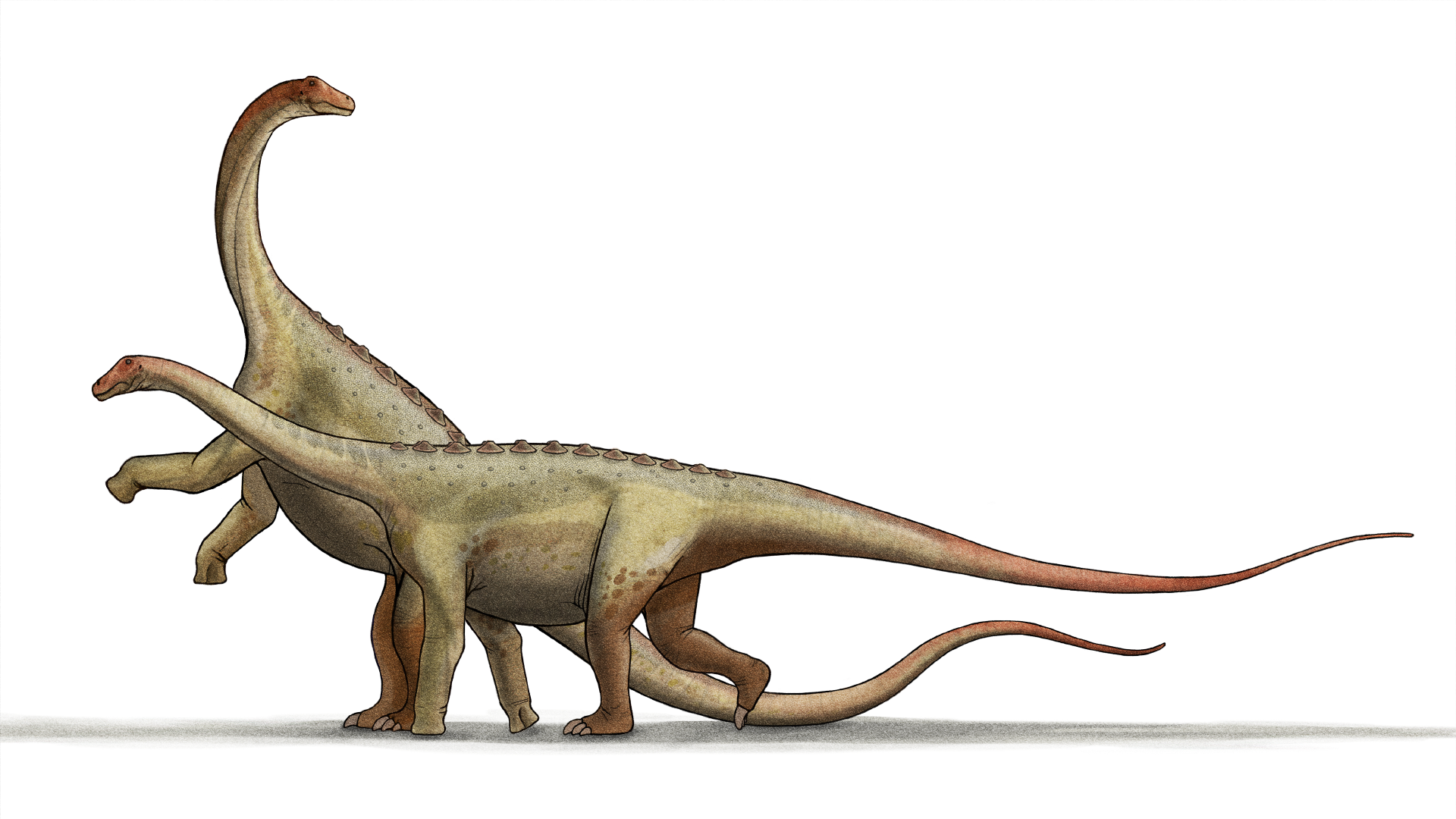
Saltasaurus

- Macronaria
  - Abrosaurus
  - Yuzhoulong[5]
  - Familie Camarasauridae
    - Camarasaurus

  - Titanosauriformes
    - Australodocus[6]
    - Baotianmansaurus[7]
    - Europasaurus
    - Fusuisaurus
    -  ?Huabeisaurus
    - Qiaowanlong
    -  ?Venenosaurus
    - Familie Brachiosauridae
      - Astrodon
      -  ?Bothriospondylus
      - Brachiosaurus
      - Cedarosaurus
      -  ?Daanosaurus
      - Giraffatitan
      -  ?Ischyrosaurus
      -  ?Lapparentosaurus
      - Lusotitan
      -  ?Paluxysaurus
      -  ?Pelorosaurus
      -  ?Pleurocoelus
      - Sauroposeidon
      - Sonorasaurus

    - Familie Huanghetitanidae
      - Huanghetitan

    - Somphospondyli
      - Familie Euhelopodidae
        - Euhelopus

      - Daxiatitan
      - Dongbeititan
      - Dongyangosaurus
      - Erketu
      - Titanosauria